# Chippinakere, Chitradurga
Chippinakere là một làng thuộc tehsil Chitradurga, huyện Chitradurga, bang Karnataka, Ấn Độ.